# Иашвили, Сандро
Сандро́ Иашви́ли (груз. სანდრო იაშვილი; 3 января 1985, Телави, Грузинская ССР, СССР) — грузинский футболист, нападающий.

## Карьера

### Клубная
Лучший бомбардир чемпионата Грузии по футболу 2006/07 годов. Махачкалинским клубом «Анжи» Иашвили был подписан в марте 2009 года на сборах в Турции, но из-за проблем с визой, на начало июня 2009 не сыграл за «Анжи» ни одной игры. Летом 2009 года виза была получена. В феврале 2010 года был отдан в аренду клубу «Олимпи» из Рустави